# Lijst van vlaggen van Australië
Dit is een lijst van vlaggen van Australië.

## Nationale vlag (perFIAV-codering)
|          | Civiele vlag | Staatsvlag | Oorlogsvlag |
| -------- | ------------ | ---------- | ----------- |
| Te land  | · ?          | · ?        | · ?         |
| Te water | · ?          | · ?        | · ?         |

## Koninklijke vlaggen
| Vlag                   | Periode     | Functie                | Beschrijving                                                       |
| ---------------------- | ----------- | ---------------------- | ------------------------------------------------------------------ |
| Koninklijke standaard. | 1962 - 2022 | Koninklijke standaard. | De standaard van koningin Elizabeth II als koningin van Australië. |

## Vlaggen van overheidsdiensten
| Vlag                             | Periode | Functie                          | Beschrijving |
| -------------------------------- | ------- | -------------------------------- | ------------ |
| Vlag van de Australische douane. |         | Vlag van de Australische douane. |              |

## Militaire vlaggen
De oorlogsvlag is reeds in de eerste tabel te vinden.
| Vlag                               | Periode      | Functie                            | Beschrijving |
| ---------------------------------- | ------------ | ---------------------------------- | --- |
| Vlag van de Australian Navy Board. |              | Vlag van de Australian Navy Board. | |
| Luchtmachtvaandel.                 | 1982 - heden | Luchtmachtvaandel.                 | Een licht vaandel met de Ster van het Gemenebest en het Zuiderkruis. Het logo van de Australische luchtmacht is in 1982 rechtsonder geplaatst, ter vervanging van het cirkelvormige embleem op de eerdere vlag uit 1949. |

## Vlaggen van etnische minderheden
| Vlag                                 | Periode      | Functie                              | Beschrijving |
| ------------------------------------ | ------------ | ------------------------------------ | --- |
| Vlag van de Aborigines.              | 1995 - heden | Vlag van de Aborigines.              | Twee horizontale banen in zwart en rood met in het midden een gele cirkel. Deze vlag werd in 1971 ontworpen, door de Aboriginal-kunstenaar Harold Thoms, om zijn volk een duidelijker gezicht te geven. Het zwart staat voor zijn volk, rood voor de aarde en de spirituele verbinding van de Aborigines ermee en geel voor de levengevende zon. In 1995 werd de vlag officieel erkend als een 'Vlag van Australië'. |
| Vlag van de Straat Torres-eilanders. | 1995 - heden | Vlag van de Straat Torres-eilanders. | Zie het artikel Vlag van de Straat Torres-eilanders. |

## Sportvlaggen
| Vlag                                                                      | Periode     | Functie                                                                   | Beschrijving |
| ------------------------------------------------------------------------- | ----------- | ------------------------------------------------------------------------- | ------------ |
| Vlag van Australazië voor de Olympische Zomerspelen 1908 en die van 1912. | 1908 - 1912 | Vlag van Australazië voor de Olympische Zomerspelen 1908 en die van 1912. |              |